# Nemophora pfeifferella
Nemophora pfeifferella — вид метеликів родини довговусих молей (Adelidae).

## Поширення
Вид поширений у значній частині Європи. Присутній у фауні України.